# Gouverneur du New Hampshire
Le gouverneur du New Hampshire (en anglais : Governor of New Hampshire) est le chef de la branche exécutive du gouvernement de l'État américain du New Hampshire.
La 83e gouverneur de l'État est la républicaine Kelly Ayotte qui est en poste depuis le 9 janvier 2025.

## Élection
Le gouverneur est élu lors des élections générales biennales de l'État en novembre des années paires. Le New Hampshire est l’un des deux seuls États, avec le Vermont limitrophe, à organiser des élections au poste de gouverneur tous les deux ans au lieu de tous les quatre ans. La dernière élection en date a eu lieu le 5 novembre 2024.
Dans le New Hampshire, il n'existe pas de limitation du nombre de mandats dans le temps. Aucun gouverneur n’a exercé plus de trois mandats depuis le XVIIIe siècle (alors que le mandat n'était que d'un an), à l'exception de John Lynch, qui en obtenu un quatrième en 2010. John Taylor Gilman avait été le dernier gouverneur avant Lynch à demeurer un poste plus de six ans, en exerçant quatorze mandats d'un an entre 1794 et 1816. Gilman est en outre l'un des sept gouverneurs à avoir rempli des mandats non consécutifs.
Pour être élu gouverneur, il faut être âgé de 30 ans, être inscrit sur les listes électorales et être domicilié dans le New Hampshire depuis au moins sept ans.

## Pouvoirs
Contrairement à de nombreux autres États où les conseils exécutifs ne sont que consultatifs, le Conseil exécutif du New Hampshire exerce un fort contrôle sur le pouvoir du gouverneur. Le conseil de cinq membres a un droit de veto sur de nombreuses actions du gouverneur. Ensemble, le gouverneur et le Conseil exécutif approuvent les contrats d'une valeur de 5 000 $ ou plus, ainsi que les grâces et nomment les directeurs et les commissaires, les juges, le procureur général et les officiers de la Garde nationale.

### Source
- (en) Cet article est partiellement ou en totalité issu de l’article de Wikipédia en anglais intitulé « Governor of New Hampshire » (voir la liste des auteurs).